# マラウイにおけるLGBTの権利
本稿、マラウイにおけるLGBTの権利では、マラウイにおけるLGBTの法的状況について扱う。
マラウイでは、同性愛行為は非合法である。同性愛は刑法153条の"風俗犯罪"に規定されているほか、刑法156条の"公序良俗"に関する規定によって処罰されている。また、マラウイの地元住民と同性愛行為を行った観光客は、刑法156条により起訴され、国外退去となる可能性がある 。
2009年の12月下旬には、2人のゲイの男性であるTiwonge ChimbalangaとSteve Monjezaが、伝統的な形式の結婚式を行ったことで逮捕された。なお、同性愛者同士がこのような結婚式を行ったのは、おそらくマラウイ国内では初の例である。彼らはブランタイヤの刑務所に入れられており、保釈を拒否されたために裁判を待っている状況である。